# Transylvania
Transylvania е инструментално произведение на британската хевиметъл група Iron Maiden. Написана е от Стив Харис, докато участвал в предишната си група Smiler, но песента е включена в дебютния албум на Maiden. Причината за това е, че останалите членове на Smiler намирали песните му за прекалено сложни.
Песента се изпълнява често по време на турнето за DVD-то „The Early Days“. По време на турнето Somewhere Back in Time World Tour (2008) запис на песента е използван, заедно с много снимки и картинки по време на излизане на групата на сцена.
Кавъри на „Transylvania“ са правени от Iced Earth в „Horror Show“ (2001) и от The Iron Maidens в демо албума им „The Root of All Evil“.

## Състав
- Пол Ди'Ано – вокал
- Дейв Мъри – китара
- Денис Стратън – китара
- Стив Харис – бас
- Клиф Бър – барабани

|  | Тази страница частично или изцяло представлява превод на страницата Transylvania (Iron Maiden song) в Уикипедия на английски. Оригиналният текст, както и този превод, са защитени от Лиценза „Криейтив Комънс – Признание – Споделяне на споделеното“, а за съдържание, създадено преди юни 2009 година – от Лиценза за свободна документация на ГНУ. Прегледайте историята на редакциите на оригиналната страница, както и на преводната страница, за да видите списъка на съавторите. ВАЖНО: Този шаблон се отнася единствено до авторските права върху съдържанието на статията. Добавянето му не отменя изискването да се посочват конкретни източници на твърденията, които да бъдат благонадеждни. |